# Miskolci Városszépítő Egyesület

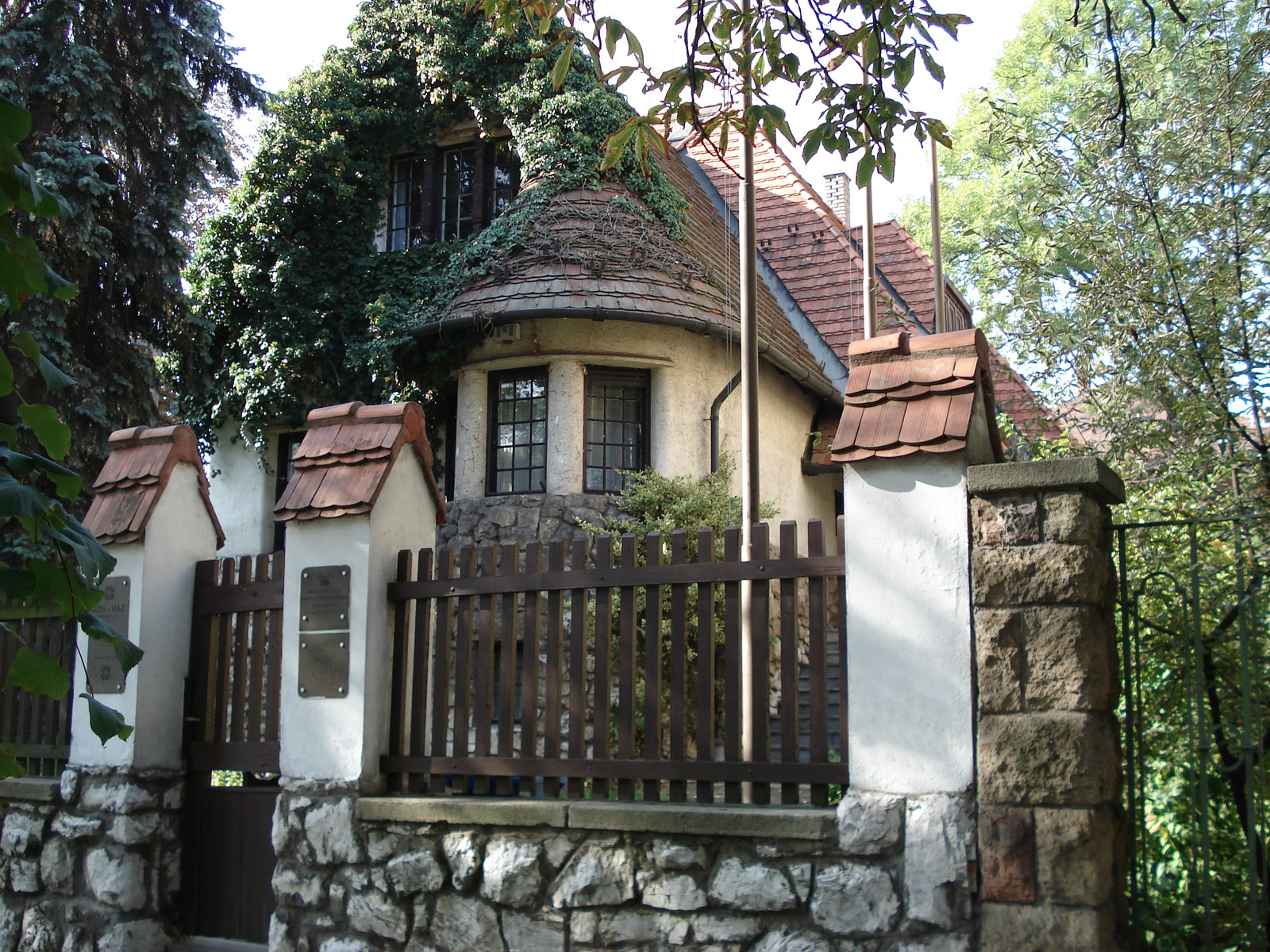
A Városszépítő Egyesület helyszíne, a Kós-ház

A Miskolci Városszépítő Egyesület Miskolc első civil szervezeteinek egyike, 1983-ban alapították. Politikától mentes szervezet, véleményt formál városszépítési és kulturális ügyekben, lokálpatriotizmusra nevel és fórumokat, kiállításokat szervez.
Bárki az egyesület tagja lehet, legyen az magán- vagy jogi személy. Jelenleg körülbelül száz tagja van a szervezetnek. Az egyesületben ifjúsági tagozat is működik, melynek tagjai:
- Baross Gábor Közlekedési és Postaforgalmi Szakközépiskola
- Diósgyőri Gimnázium
- Kós Károly Építőipari Szakközépiskola
- Munkácsy Mihály Általános és Művészeti Iskola

Hagyományos programok, melyeket az egyesület minden évben megrendez:
- augusztus-szeptember: árvízi emlékmű koszorúzása
- november: a koleratemetőben halottak napi megemlékezés
- november-december: Jégvirág pályázat
- évente 2–3 kiállítás

A Miskolci Városszépítő Egyesület 1987-től Miskolcért, a Városért emlékplakettet adományoz azoknak az embereknek, akik kiemelkedően munkálkodtak a város értékeinek megóvásában és szépítésében. Idáig 70 emlékérem talált gazdára.
Szervezeti felépítése:
- elnök
- alelnök
- titkár
- vezetőségi tagok
- állandó meghívottak

A Miskolci Városszépítő Egyesület elnökei:
1. 1983–1990 Dr. Kozák Imre
2. 1990–1992 Dr. Kovács László
3. 1992–1997 Kovács Lehel
4. 1997–2010 Bekes Dezső
5. 2010-től Galambos Gábor

Az egyesület székhelye: 3530 Miskolc, Görgey A. u. 32. (Kós-ház)